# Medalla del 50è Aniversari de la Milícia Soviètica
La Medalla del 50è Aniversari de la Milícia Soviètica (rus: Юбилейная медаль «50 лет советской милиции») era una medalla commemorativa de la Unió Soviètica establerta pel Presídium del Soviet Suprem de la Unió Soviètica el 20 de novembre de 1967 per celebrar el cinquantè aniversari de la creació de la Milícia soviètica. Va ser àmpliament concedida a membres de la policia de l'estat. Els seus estatuts es modificaren el 18 de juliol de 1980 mitjançant un decret del Presídium del Soviet Suprem.
Es lluïa a l'esquerra del pit, i en presència d'altres medalles de la Unió Soviètica, immediatament després de la Medalla del 60è Aniversari de les Forces Armades Soviètiques. Quan es llueix en presència d'ordes i condecoracions de la Federació Russa, aquesta té precedència.
El disseny és obra de l'artista Víktor A. Guruixkin; i es concedí a 409.150 persones.

## Estatuts de la medalla
La medalla era atorgada a: 
- personal meritori de rang alt, superior, mitjà i subaltern, així com a oficials de policia que, el 21 de novembre de 1967, estiguessin en servei als orgues, agències i institucions del Ministeri d'Ordre Públic de la Unió Soviètica;
- persones que tinguessin un rang de policia especial que estiguessin fora dels orgues d'ordre públic, destinats a la reserva o que ja estiguessin jubilats amb un servei de 25 anys o més;
- generals, oficials superiors i inferiors i personal de tropa d'altres serveis i departaments del Ministeri d'Ordre Públic, que haguessin contribuït i col·laborat amb les autoritats policials en les seves activitats.[1]

L'autoritat de concessió era el Presidium del Soviet Suprem de la Unió Soviètica, basant-se en les recomanacions del Ministeri d'Ordre Públic, els ministres d'ordre públic de la Unió i de les repúbliques autònomes, els caps dels departaments d'ordre públic dels comitès executius a nivell regional, provincial i municipal; els departaments de carretera i les institucions educatives de policia.
Cada medalla s'atorgava amb un certificat, on s'indicava el nom de la condecoració, el del receptor i un segell oficial.

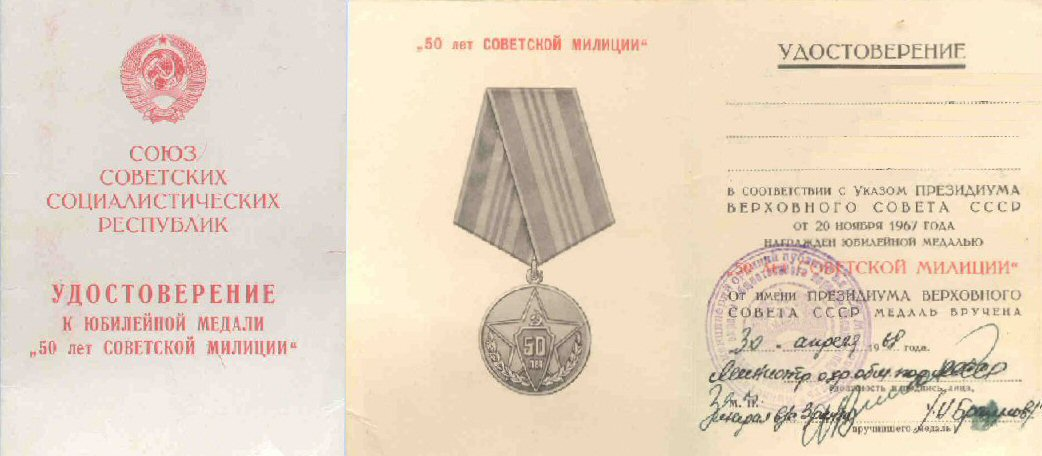
Document de concessió de la medalla (portada i pàgines interiors)

## Descripció de la medalla

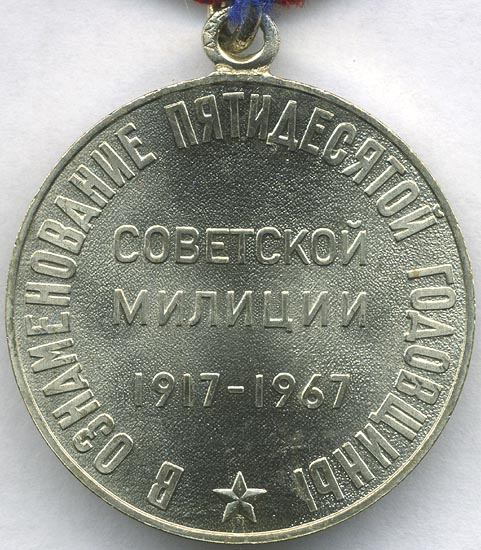
Revers de la medalla

Consisteix en una medalla circular de 32mm de diàmetre en una lliga de coure i níquel. A l'anvers apareix una gran estrella de cinc puntes, amb les puntes tocant la vora de la medalla. A la base de la punta superior de l'estrella, apareixen la falç i el martell en relleu. Començant al centre de l'estrella, apareix un escut en relleu sobre el que hi ha la inscripció 50 ЛЕТ ("50 anys"), amb la punta inferior de l'escut tocant la punta inferior de la medalla. Sobre la meitat inferior de la medalla, dues branques de fulles de roure s'eleven fins als punts laterals de l'estrella. Al revers apareix la inscripció В ознаменование пятидесятой годовщины ("En commemoració del cinquantè aniversari de") i, al centre, en tres línies советской милиции 1917 1967 ("'Policia Soviètica 1917-1967"). A la punta inferior hi ha una estrella de 5 punts.
La medalla penja d'un galó pentagonal. La cinta que el cobreix té 24mm d'amplada i és de seda moaré blava, amb 3 franges centrals vermelles d'1mm d'ample, separades a 2mm, i dues més grans de 4,5mm també en vermell situades a 1mm de les vores.